# Historia de la selección de rugby de Sudáfrica

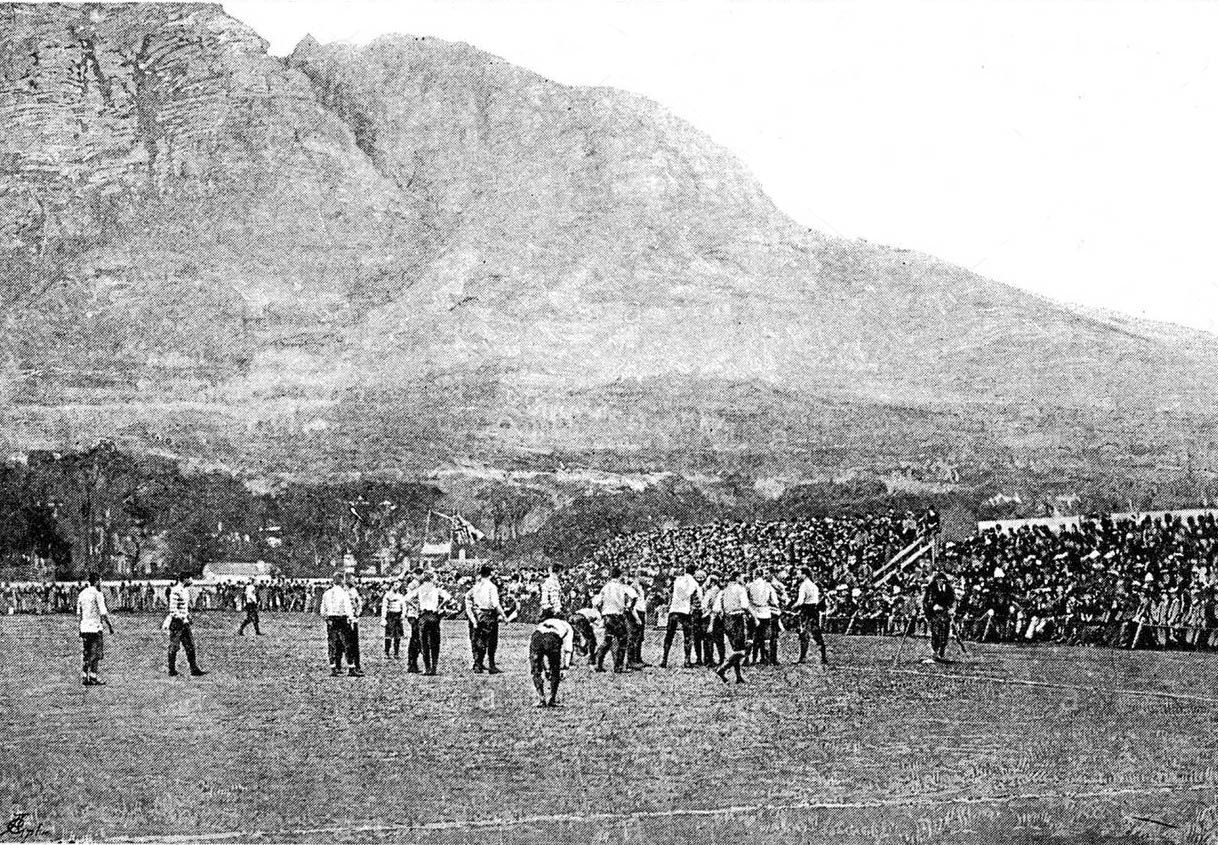
British and Irish Lions contra la Colonia del Cabo, 1891.

La historia de la selección de rugby de Sudáfrica inició en 1896 cuando jugó su primer partido.

## Primeros partidos internacionales
La primera gira de las islas británicas tuvo lugar en 1891. Estos fueron los primeros partidos representativos jugados por equipos sudafricanos. El equipo de gira ganaron los 20 partidos que jugaron, concediendo solo un punto.
El éxito de las islas británicas continuó en su gira de 1896, ganando tres de cuatro tests contra Sudáfrica. El juego de los sudafricanos mejoró notablemente a partir de 1891, y su primera victoria en un test en el último juego era una señal para el futuro.

## SigloXX
En 1903 las islas británicas perdieron una serie de tests por vez primera en Sudáfrica, empatando los primeros dos tests antes de perder el último 8–0. El rugby recibió un gran impulso después de las primeras giras de los Lions, que crearon gran interés en la prensa sudafricana. Sudáfrica no volvería a perder más series en casa o fuera, hasta el año 1956.

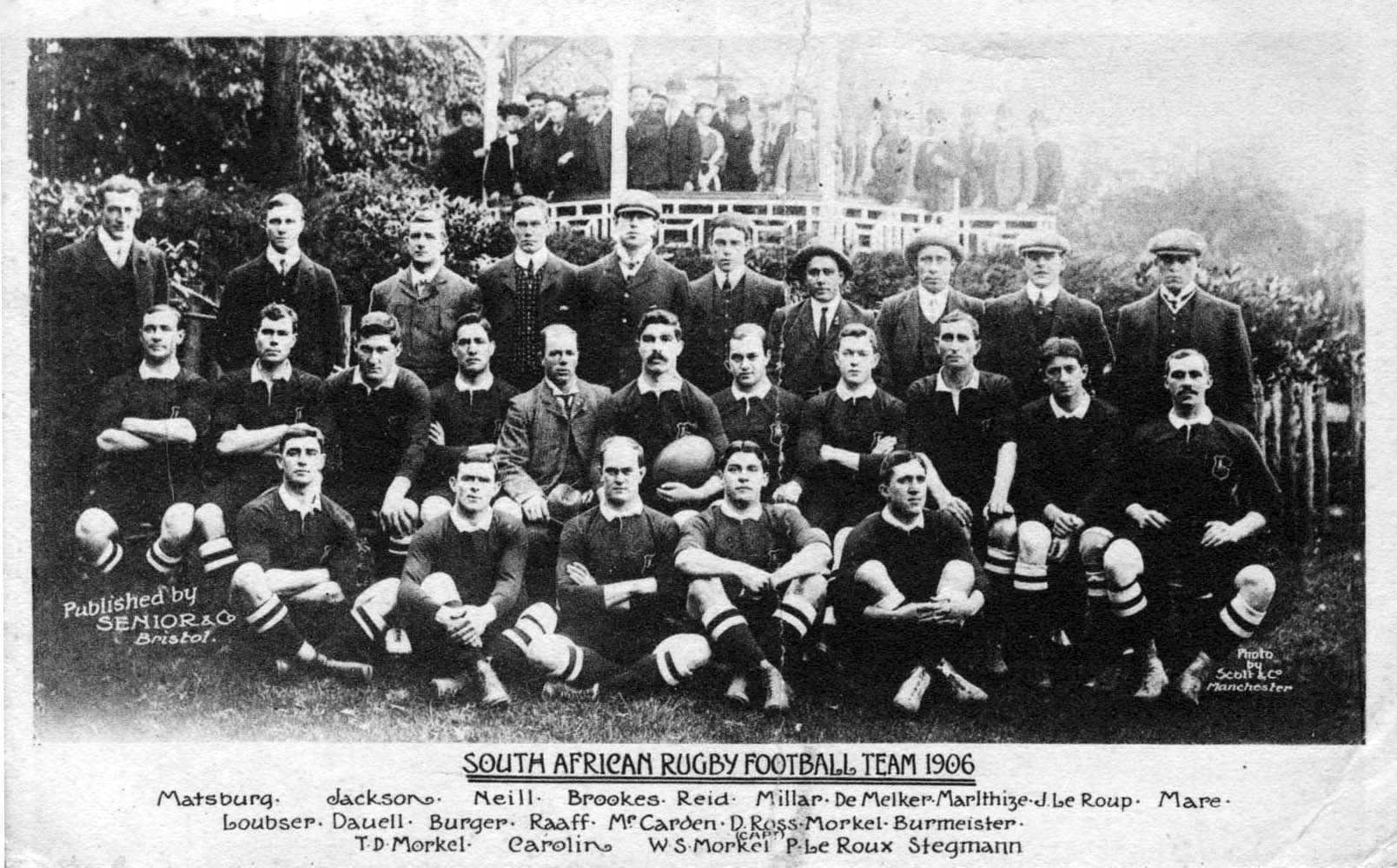
El equipo de los Springboks de 1906.

El primer equipo sudafricano en ir de gira por las islas británicas y Francia tuvo lugar en 1906–07. El equipo jugó tests contra las cuatro Home Nations. Inglaterra consiguió un empate, pero Escocia fue la única de las Home unions que obtuvo una victoria. El viaje creó un sentido de orgullo nacional entre los sudafricanos.
Los sudafricanos jugaron un partido no oficial contra un equipo 'francés' mientras el oficial estaba en Inglaterra; los Springboks ganaron 55–6.
Fue durante esta gira que el apodo Springboks fue usado por vez primera.
La gira británica de 1910 por Sudáfrica fue la primera que incluyó representantes de las cuatro Home unions. El equipo en gira ganó solo uno de sus tres tests.
La segunda gira europea de los Boks, en 1912–13, les hizo ganar su primer Grand Slam, al derrotar a las cuatro home nations, y también derrotaron a Francia.

### Entreguerras

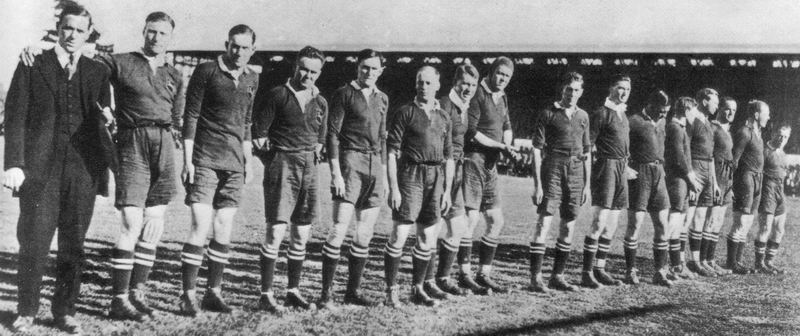
El equipo de los Springboks que se enfrentaron a Nueva Zelanda en 1921.

Para la Primera Guerra Mundial, Nueva Zelanda y Sudáfrica se habían establecido como las dos grandes potencias del rugby. Una gira Springbok por Nueva Zelanda y Australia en 1921 fue definida como "El campeonato mundial del rugby". Los All Blacks ganaron el primer test 13–5, Los Springboks se recuperaron para ganar el segundo test 9–5, y el test final fue un empate 0–0, que diuo como resultado de la serie un empate.
La gira de los British and Irish Lions en 1924 por Sudáfrica perdió sus cuatro tests frente a los Springboks. Este fue el primer equipo que recibió el nombre de Lions ("leones"), aparentemente por los leones bordados en sus corbatas.
Los All Blacks hicieron su primera gira por Sudáfrica en 1928, y de nuevo la serie terminó en empate. Los Springboks ganaron el primer test 17–0 para infligir a los All Blacks su mayor derrota desde 1893. Los All Blacks se recuperaron para ganar el segundo test 7–6. Después de una victoria Springbok en el tercer test, los All Blacks ganaron 13–5 para empatar la serie.
A pesar de ganar el segundo Grand Slam sudafricano, los Springboks de la gira de 1931–32 fueron un equipo poco apreciado, debido a sus tácticas de patear por territorio. Fue exitoso sin embargo, ganando contra Inglaterra, Irlanda, Escocia y gales, así como derrotando a todos sus oponentes galeses por vez primera.

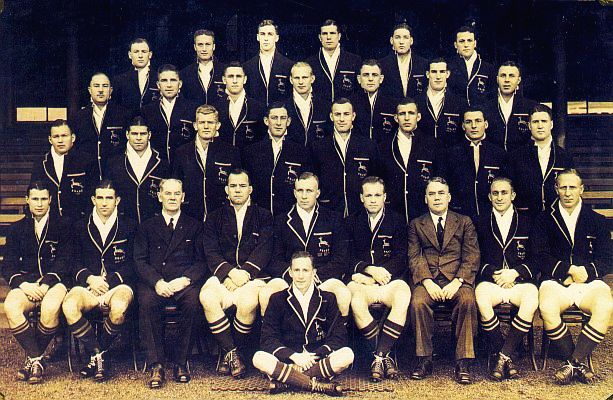
El equipo completo que hizo la gira por Nueva Zelanda y Australia en 1937.

En 1933, Australia hizo una gira por Sudáfrica, con los Springboks ganando la serie 3–2.
En 1937 Sudáfrica hizo una gira por Nueva Zelanda y Australia y su serie victoriosa 2–1 llevó a que se los llamara "el mejor equipo que jamás dejó Nueva Zelanda".
Las islas británicas fueron de gira por Sudáfrica de nuevo en 1938, ganando la mayoría de sus partidos. Los Springboks aseguraron victorias fáciles en los primeros dos tests. Sin embargo, los Lions se recuperaron y consiguieron una victoria en el tercer test, siendo la primera victoria de los Lions en suelo sudafricano desde 1910.

### Época de posguerra
Danie Craven fue nombrado entrenador en 1949, y empezó su carrera como entrenador ganando diez partidos seguidos, incluyendo una victoria en blanco, 4–0 sobre Nueva Zelanda en su gira de 1949 por Sudáfrica.
El equipo que fue de gira por Europa en 1951–52 fue considerado entre los mejores equipos Springbok que salieron de gira. El equipo ganó el Grand Slam además de derrotar a Francia. Hennie Muller capitaneó el equipo. La cúspide del tour sudafricano fue la derrota de Escocia 44–0. El equipo terminó con solo una pérdida, con London Counties, de 31 partidos.
En 1953, Australia hizo una gira por Sudáfrica por segunda vez y aunque perdieron la serie, derrotaro a Sudáfrica 18–14 en el segundo test. Esta fue la primera derrota Springbok durante 15 años.[cita requerida] La gira de los Leones Británicos por Sudáfrica en 1955 acabó en empate después de los cuatro partidos de la serie.
En 1956, los Springboks hicieron una gira por Australasia, los All Blacks ganaron su primera serie sobre los Springboks, en "la serie más amargamente combatida de la historia."
Cuando Francia hizo una gira por Sudáfrica en 1958 no se esperaba que fuesen competitivos. Francia superó las expectativas y consiguió empatar 3–3. Los franceses entonces aseguraron una victoria en la serie de tests con una victoria 9–5.

### Protestas anti-apartheid: años 1960 y 1970
En 1960, la crítica internacional del apartheid creció con la llegada del discurso del Viento del cambio y la matanza de Sharpeville. Los Springboks paulatinamente se convirtieron en el objetivo de protestas internacionales. Los All Blacks fueron de gira por Sudáfrica en 1960, a pesar de una petición con 150.000 firmas oponiéndose a ello. Los Springboks vengaron su derrota en la serie de 1956 ganando la serie de cuatro partidos 2–1 con un empate. Más tarde ese mismo año los Springboks fueron de gira por Europa, y derrotaron a los cuatro equipos británicos para obtener su cuarto Grand Slam.
La gira de los British Lions en 1962 por Sudáfrica perdió los tres partidos. En 1963 los Wallabies de gira derrotaron a los Springboks en tests consecutivos, el primer equipo en hacerlo desde el equipo británico de 1896.[cita requerida] En 1964, en el primer tour de ultramar de Gales, jugaron un partido amistoso contra Sudáfrica, perdiendo 24–3, su mayor derrota en 40 años.
Sudáfrica tuvo un mal año en 1965, perdiendo partidos en un gira por Irlanda y Escocia, y en una gira de Australia y Nueva Zelanda.
La planeada gira de 1967 de los All Blacks fue cancelada por la federación de rugby neozelandesa después de que el gobierno sudafricano rechazase permitir que jugaran maoríes. En 1968 los Lions fueron de gira por Sudáfrica y perdieron tres tests y empataron el cuarto.
Al año siguiente en la gira Springbok por Gran Bretaña e Irlanda 1969–70, los Springboks perdieron test matches contra Inglaterra y Escocia, y empataron contra Irlanda. A lo largo de la gira, sin embargo, amplias manifestaciones anti-apartheid obligaron a que varios partidos se jugasen detrás de alambradas.
En 1970 los All Blacks volvieron de gira por Sudáfrica de nuevo, después de que el gobierno sudafricano aceptase tratar a los maoríes del equipo y a los espectadores maoríes como "blancos honorarios". Los Springboks ganaron la serie de partidos 3–1.
En la gira Springbok por Australia en 1971, los Springboks ganaron los tres tests. Como en Gran Bretaña tres años antes, sin embargo, se produjeron amplias manifestaciones anti-apartheid a la llegada del equipo, y tuvieron que ser transportados por la Royal Australian Air Force después de que los sindicatos rechazaran servir aeroplanos o trenes que los transportasen. Una gira planeada de Nueva Zelanda para el año 1973 fue bloqueada por el primer ministro neozelandés Norman Kirk sobre la base de la seguridad pública.
El equipo de los Lions que fue de gira por Sudáfrica en 1974 triunfó 3–0 (con un empate) en la serie de tests. Fue clave la infame "llamada 99". La administración de los Lions había decidido que los Springboks dominasen a sus oponentes mediante la agresión física, de manera que decidió "tener su venganza primero". A la llamada de "99" cada jugador de los Lions atacaría al jugador rival más cercano. La "batalla del Boet Erasmus Stadium" fue uno de los partidos más violentos en la historia del rugby.

### Aislamiento deportivo: Años 1970 y 1980
La gira de los All Blacks por Sudáfrica en 1976 siguió adelante, y los Springboks ganaron 3 tests a 1, pero habiendo ocurrido poco después de los disturbios de Soweto la gira atrajo la condena internacional. 28 países hicieron boicot a los Juegos Olímpicos de Montreal 1976 como protesta, y en 1977 el acuerdo de Gleneagles desanimó a que los países de la Commonwealth tuvieran contactos deportivos con Sudáfrica. En respuesta a la creciente presión, las segregadas federaciones de rugby sudafricanas se unieron en 1977. Una gira de los Springboks por Francia que estaba planeada para el año 1979 fue bloqueada por el gobierno francés.
Los Lions fueron de gira por Sudáfrica en 1980, perdiendo los primeros tres tests antes de perder el último.
El tour de los Springbok de 1981 por Nueva Zelanda salió adelante desafiando el Acuerdo de Gleneagles. Sudáfrica perdió la serie 2–1. La gira y la gran alteración ciudadana en Nueva Zelanda tuvo ramificaciones que fueron mucho más allá del rugby. En 1981, Errol Tobias se convirtió en el primer sudafricano no blanco que representó a su país cuando saltó al campo contra irlanda.[cita requerida] Sudáfrica intentó compensar su aislamiento deportivo invitando a los Jaguares de Sudamérica a una gira. El equipo incluía sobre todo jugadores argentinos. Ocho partidos se jugaron entre los dos equipos a principios de los años 1980-a todos se les dio estatus de test match. En 1984, Inglaterra hizo una gira perdiendo ambos test matches; de los jugadores seleccionados, solo Ralph Knibbs de Bristol rechazaron ir de gira por razones políticas.
Debido al aislamiento por el apartheid, de 1985 a 1991, Sudáfrica no jugó un solo test match contra un país establecido, aunque Sudáfrica jugó algunos partidos contra equipos temporales.
En 1985, se había planeado una gira All Black por Sudáfrica, pero fue impedida por el Tribunal Supremo de Nueva Zelanda. En lugar de eso se llevó a cabo una gira por un equipo rebelde, conocido como los Cavaliers, que estaba formado por todos los jugadores del equipo original salvo dos. Los Springboks ganaron la serie 3–1. En 1989, un World XV aprobado por la International Rugby Board fue en una mini-gira por Sudáfrica; todas las naciones tradicionales del rugby vetaron que Nueva Zelanda proporcionase jugadores al equipo. A Sudáfrica no se le permitió, por la International Rugby Board, competir en la primera copa mundial de rugby, la de 1987, ni en la segunda, la de 1991.

### La nación arcoíris y la Copa Mundial de Rugby de 1995
El apartheid fue abolido en 1990–91, y los Springboks fueron admitidos de nuevo en el rugby internacional en 1992. Lucharon por volver a los estándares previos a su aislamiento en sus primeros juegos después de la readmisión. Durante la gira de los All Blacks de 1992, la primera a Sudáfrica desde 1976, los Springboks fueron derrotados 27–24 por Nueva Zelanda, y sufrieron una derrota 26–3 a Australia al mes siguiente.
Sudáfrica fue el país anfitrión de la Copa Mundial de Rugby de 1995, con una explosión de apoyo para los Springboks entre las comunidades blanca y negra detrás del eslogan "un equipo, un país". Fue el primer gran evento deportivo internacional que se celebró en la Nación arcoíris. Para cuando albergaron la Copa Mundial de Rugby de 1995, los Springboks, entrenados por Kitch Christie, eran los novenos favoritos. Ganaron la fase de grupos derrotando a Australia, Rumanía y Canadá. Victorias en los cuartos de final contra Samoa Occidental (42–14) y en la semifinal contra Francia (19–15) llevaron a los Springboks a la final. Sudáfrica ganó la final contra los All Blacks 15–12 en la prórroga. El presidente Mandela, luciendo una camiseta Springbok, presentó el trofeo al capitán Francois Pienaar, un afrikáner blanco. El gesto fue visto ampliamente como un gran paso hacia la reconciliación de los sudafricanos blancos y negros.

## Profesionalismo
Una serie de crisis siguieron de 1995 hasta 1997. Christie dimitió en 1996 enfermo de leucemia. Sudáfrica luchó en la nueva competición de las Tres Naciones, los All Blacks ganaron una serie de tests por Sudáfrica por primera vez en 1996, y los Lions ganaron su gira sudafricana de 1997 2-1. El entrenador Andre Markgraaff fue despedido en 1997 por un comentario racista que hizo.[cita requerida] El equipo sufrió derrotas sucesivas en 1997, tanto en la gira de los Lions de 1997 como en la serie del Tres Naciones.
En 1997, el entrenador Nick Mallett dirigió la invicta gira de 1997 de los Springboks por Europa, y en los Boks empataron el récord que existía entonces de la mayor racha de victorias, ganando 17 tests consecutivos, incluido el Torneo de las Tres Naciones 1998.
En la Copa Mundial de Rugby de 1999 los Springboks alcanzaron las semifinales de la competición, donde perdieron frente a quienes acabarían siendo campeones, Australia.

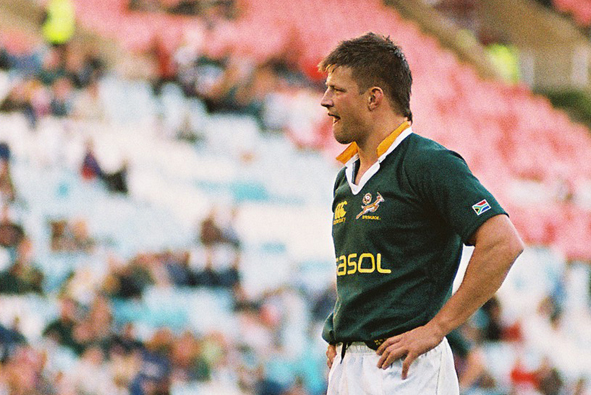
Bobby Skinstad en junio de 2007

En las temporadas 2002 y 2003, los Springboks perdieron por márgenes de récord frente a Inglaterra (53–3), Francia, Escocia y Nueva Zelanda. En la Copa Mundial de Rugby de 2003, fueron eliminados en cuartos de final -su peor participación hasta la fecha.
Tras las victorias durante las giras de junio de 2004, los Boks ganaron el Torneo de las Tres Naciones. Los Springboks ganaron el premio IRB al Mejor Equipo Internacional del Año 2004. Los Springboks terminaron segundos en el Torneo de las Tres Naciones 2005.

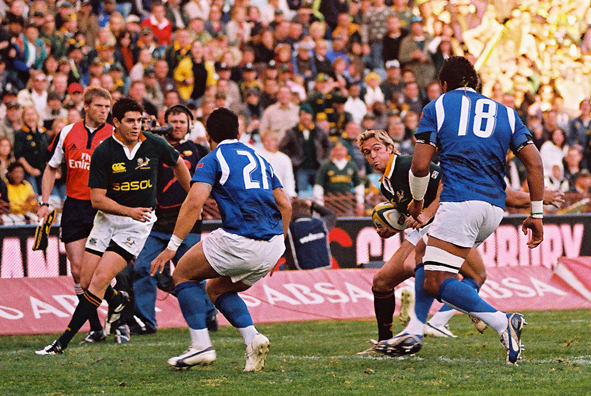
Percy Montgomery corriendo con el balón en el partido de los Springboks contra Samoa en 2007.

Los Springboks, en 2006, perdieron frente a Francia, acabando su largo récord de no ser derrotados en casa. Una mala actuación en el Tres Naciones de 2006 incluyó dos derrotas frente a los Wallabies. El entrenador Jake White dijo a la prensa en julio de 2006 que había sido incapaz de escoger a algunos jugadores blancos para su equipo "debido a la transformación" -una referencia a las políticas del gobierno del CNA para enfrentarse a los desequilibrios raciales.[cita requerida]

### Victoria en la Copa Mundial de Rugby de 2007

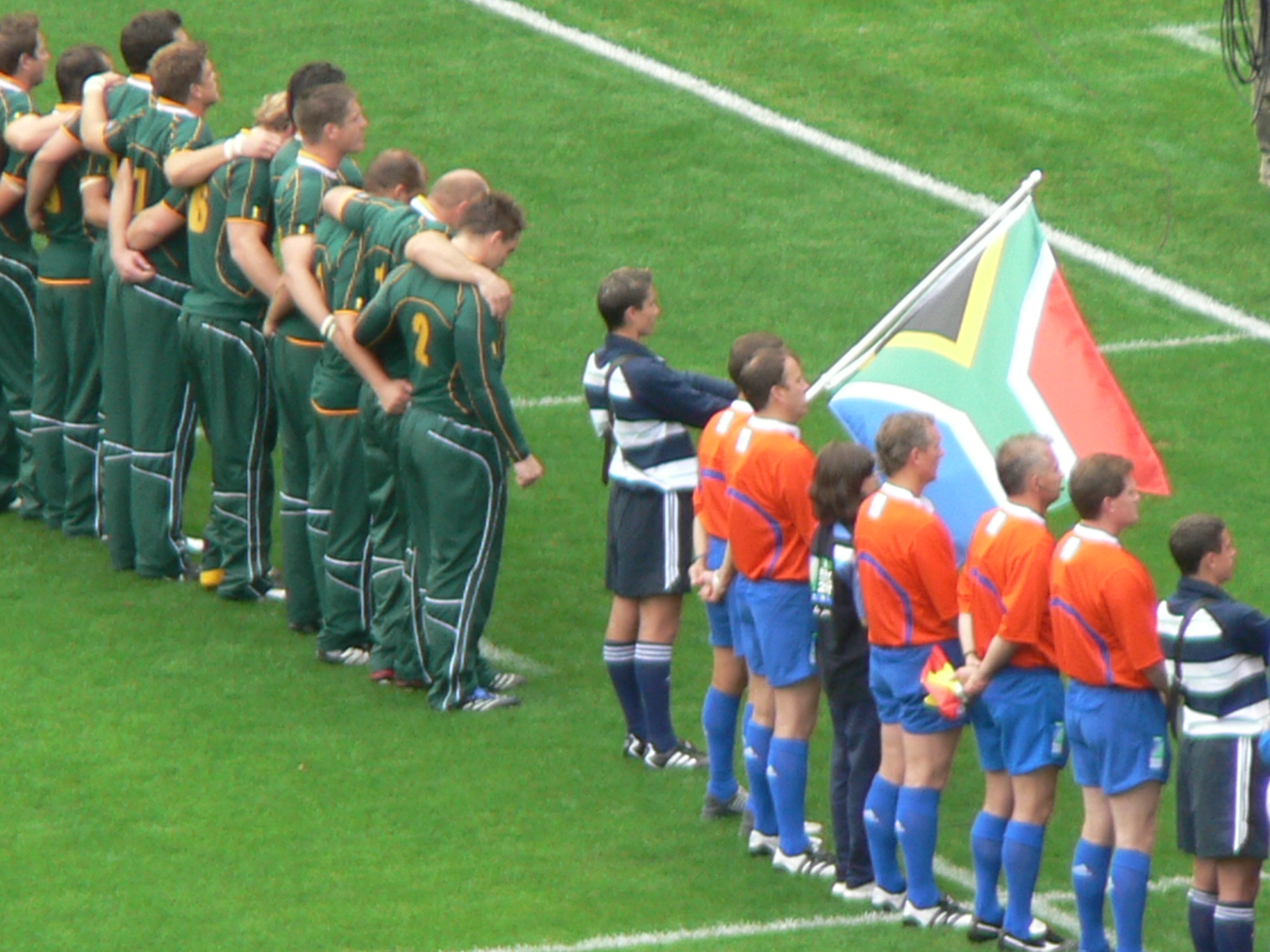
Los Springboks antes de su partido contra Samoa en la Copa Mundial de Rugby de 2007.

En la Copa Mundial de Rugby de 2007 en Francia, los Springboks ganaron en su grupo. Los Springboks entonces derrotaron a Fiyi 37–20 en los cuartos de final, y Argentina 37–13 en las semifinals. En la final ganaron 15–6 a Inglaterra para levantar la copa Webb Ellis por segunda vez.
En enero de 2008, Peter de Villiers fue nombrado como el primer entrenador no blanco de los Springboks. El primer equipo de De Villiers incluyó a diez jugadores de color. El equipo acabó el último en el Tres Naciones, pero consiguieron varias victorias durante su gira de finales de año.
La temporada 2009 fue más exitosa. Los Boks lograron una serie de victorias 2–1 sobre los Lions, y luego ganaron el Torneo de las Tres Naciones de 2009. Sin embargo, durante los tests de noviembre perdieron su lugar en la cumbre del clasificación IRB con derrotas frente a Francia e Irlanda. A pesar de todo, los Boks fueron elegidos Equipo Internacional del Año de la IRB.
La campaña de junio de 2010 incluyó una victoria sobre Francia (su primera victoria sobre el equipo francés desde 2005).
Sin embargo, los Boks tuvieron una mala actuación en la campaña del tres Naciones 2010, bajando al tercer lugar del ranking mundial.
En el Torneo de las Tres Naciones 2011, los Boks dejaron que descansasen una serie de jugadores preparándose para la próxima Copa Mundial. En la Copa Mundial de Rugby de 2011, los Springboks fueron los primeros de su grupo, antes de caer frente a Australia 11–9 en los cuartos de final.
En la Copa Mundial de Rugby de 2015 quedaron en el tercer puesto al vencer en la final de consolación a Argentina.

## Apartheid y transformación
Antes incluso de que se introdujera la legislación del apartheid en Sudáfrica en 1948, los Springboks habían sido un equipo solo de blancos. El equipo se convirtió en un símbolo de la división racial dentro de Sudáfrica, y después de las primeras elecciones democráticas en 1994, el partido del gobierno Congreso Nacional Africano (ANC) instituyó una política de transformación en el deporte sudafricano. En este contexto la transformación puede definirse como "una completa alternancia de la apariencia o carácter del rugby sudafricano", y una pretensión es convertir los Springboks en un equipo más representativo de la raza y clase sudafricana.
El equipo ganador de la Copa Mundial de 1995 solo incluyó a un jugador no blanco (Chester Williams). Esto continuó siendo así en los grandes partidos de las copas del mundo de 1999 y 2003, y en la final de la Copa del Mundo de 2007 el equipo solo puso en el campo a dos jugadores no blancos, Bryan Habana y JP Pietersen. El presidente de la federación sudafricana de rugby, Oregan Hoskins, consideró que el número de jugadores no blancos en el equipo de la Copa Mundial de 2007 era demasiado bajo, y en 2008 se nombró al primer entrenador no blanco del equipo. Es grande la presión política sobre los entrenadores y administradores del rugby para que seleccionen jugadores no blancos; 16 de los 35 nuevos Springboks escogidos por el anterior entrenador Jake White fueron no blancos. El ministro del parlamento del CNA, Butana Komphela expresó un punto de vista que sostenían muchos políticos en el país cuando dijo que "El deporte no puede ser excluido de los imperativos de dar mayor poder y la transformación." 15 de los 49 jugadores entrenándose para la Copa Mundial de Rugby de 2015 eran no blancos. El seleccionador Heyneke Meyer fue criticado por incluir pocos jugadores no blancos en su equipo, de hecho, solo Bryan Habana, JP Pietersen y Tendai Mtawarira son los únicos jugadores negros titulares con habitualidad en los Springboks, pese a que forman el 84 % de los jugadores sudafricanos menores de 18 años.

## El emblema Springbok y su controversia
Desde la abolición del apartheid, el Congreso Nacional Africano -partido del gobierno- ha querido reemplazar el símbolo de la gacela Springbok (la gacela saltarina) en todos los equipos nacionales, por asociarse habitualmente a los equipos segregados, y reemplazarlo por algún símbolo neutro que represente una ruptura decisiva con el represivo pasado. Con este propósito se eligió al Protea rey como flor nacional sudafricana; así, el equipo nacional de cricket pasó a ser conocido como los Proteas. Se imaginó un cambio parecido para la gacela springbok, emblema del equipo nacional de rugby.
El equipo de Paul Roos introdujo por vez primera la gacela springbok en 1906-7, con motivo de su gira por Gran Bretaña. Se intentaba así evitar que la prensa británica se inventara un nombre para ellos. Se promovió como muestra de la unidad entre los blancos ingleses y africáners después de la guerra de los bóeres de finales del siglo XIX.
El logo no estuvo restringido, al principio, solo al equipo blanco: el primer equipo nacional de color usó la gacela springbok en 1939 y el primer equipo negro lo hizo en 1950. Con el tiempo, sin embargo, se consideró que la gacela springbok representaba tanto la exclusión de jugadores que no eran considerados blancos con la legislación del apartheid como, por extensión, al propio apartheid. Tanto los cargos del rugby sudafricano, como los propios jugadores, se asociaron históricamente con el racismo a partir de 1906. Los propios jugadores rechazaron jugar contra un equipo de Devon porque incluía a Jimmy Peters, el primer jugador negro que representó a Inglaterra. El legendario oficial, entrenador nacional y medio de melé Springbok Danie Craven se mostró de acuerdo con los oficiales gubernamentales que habían exigido que los jugadores maoríes se excluyeran de los equipos All Black de gira por Sudáfrica. Craven también consideraba que la gacela springbok simbolizaba exclusivamente la identidad blanca del equipo nacional de rugby.
Tras la caída del apartheid en 1992 se añadió una corona de Protea rey al logo. Tal como se representa en la película Invictus, la presión para reemplazar la gacela springbok como emblema para el equipo de rugby fue tema candente en 1994, justo antes de la Copa Mundial de Rugby que tendría lugar en Sudáfrica. Fue necesaria la intervención directa de Nelson Mandela para que el ejecutivo del CNA no quitase el emblema en ese momento, sino que se apropiase de él. Después de que el equipo nacional ganase la Copa Mundial de Rugby de 1995, el pionero del rugby negro Dan Qeqe dijo que "Los Springboks juegan para todos nosotros".
En marzo de 2004 la Comisión deportiva sudafricana ratificó que el Protea rey era el emblema de rugby oficial en las chaquetas y las gorras, pero concedieron que la gacela springbok se conservara en el jersey del equipo. En noviembre de 2007 la conferencia especial del CNA en Polokwane trató de nuevo la necesidad de un solo símbolo para todos los deportes. Mientras los críticos como Qondisa Ngwenya preveían una pérdida de ingresos si se abandonaba la gacela springbok, otros como Cheeky Watson urgieron la necesidad de una alternativa, un símbolo unificador.
En 2015 para la Copa Mundial de Rugby de 2015, la gacela springbok fue trasladada de la parte frontal del jersey a la manga derecha, mientras que la Protea permanecía en el frente. Esto se debió a que las regulaciones de la Copa Mundial afirman que solo el logro de la IRB y el principal logo del equipo debían ir en la parte frontal de la camiseta. Varios aficionados al rugby sudafricano mostraron entonces su enojo al ver que la gacela springbok no estaba en la parte frontal de la camiseta de 2015.